# Стефанович, Лазар
Лазар Стефанович (англ. Lazar Stefanović; род. 10 августа 2006) — канадский футболист сербского происхождения, защитник клуба «Торонто II».

## Клубная карьера
Стефанович был принят в академию футбольного клуба «Торонто» в 2016 году. 30 апреля 2022 года он дебютировал за «Торонто II» в матче MLS Next Pro против «Цинциннати 2». 30 июня 2023 года Стефанович подписал профессиональный контракт с «Торонто II». 1 июля он был взят в краткосрочную аренду первой командой «Торонто» на ближайшие два матча MLS, и в тот же день в матче против «Реал Солт-Лейк», выйдя на поле на 57-й минуте вместо Шейна О’Нилла, дебютировал за «Торонто».

## Международная карьера
В 2023 году Стефанович в составе юношеской сборной Канады принял участие в юношеском чемпионате КОНКАКАФ в Гватемале. На турнире он сыграл в матчах против команд Тринидада и Тобаго, Барбадоса, Гаити, Пуэрто-Рико и дважды США. В поединке против пуэрто-риканцев Лазар забил гол.
В том же году Стефанович принял участие в юношеском чемпионате мира в Индонезии. На турнире он сыграл в матчах против сборных Испании, Узбекистана и Мали.